# 臺北市立大理高級中學
臺北市立大理高級中學（英語:Taipei Municipal Dali High School），簡稱大理高中，前身為大理女子國民中學。歸屬於臺灣省政府教育廳。臨近環南市場、捷運龍山寺站、大理國小，創立於1968年，位於臺北市萬華區。2024年起與台北市立大學改隸合併為台北市立大學附屬大理高級中學。

## 校史
- 1968年4月27日，創立大理女子國民中學。
- 1991年8月1日，開始招收男生，並改名為臺北市立大理國民中學。
- 1998年8月1日，改制為大理高級中學，試辦綜合高中課程實驗，保留國中部。
- 預定2024年改隸臺北市立大學，更名為「臺北市立大學附屬大理高級中學」[2][3][4]。

## 歷任校長
參考來源：
| 任別 | 姓名   | 任職時間            |
| ---- | ------ | ------------------- |
| 1    | 梁素霞 | 1968年8月─1978年7月 |
| 2    | 徐淑靜 | 1978年8月─1986年7月 |
| 3    | 趙慧芳 | 1986年8月─1994年1月 |
| 4    | 黃郁宜 | 1994年2月—2000年1月 |
| 5    | 黃淑馨 | 2002年2月—2005年7月 |
| 6    | 謝念慈 | 2005年8月—2011年7月 |
| 7    | 黃景生 | 2011年8月—2013年7月 |
| 8    | 高松景 | 2013年8月—2017年7月 |
| 9    | 楊廣銓 | 2017年8月—          |

## 姊妹校
- 日本 岡山縣共生高等學校
- 日本 水澤第一高等學校（日语：水沢第一高等学校）

## 資料來源
1. ↑  .   [2022-07-16]. （原始内容存档于2021-02-15）.
2. ↑  .   [2023-07-29]. （原始内容存档于2023-08-01）.
3. ↑  .   [2023-07-29]. （原始内容存档于2023-08-01）.
4. ↑  .   [2023-07-29]. （原始内容存档于2023-07-29）.
5. ↑  . 臺北市立大理高級中學. （原始内容存档于2023-05-17）.

## 外部連結
- 臺北市政府教育局 （页面存档备份，存于）
- 臺北市立大理高級中學 （页面存档备份，存于）
- 台灣維基棒球館 - 大理高中青棒隊 （页面存档备份，存于）